# Saison 1978-1979 du Boucau stade
 (août 2010).
Cette page présente la saison 1978-1979 du Boucau Tarnos stade en championnat de France de rugby à XV de 1re division groupe A.

## Récit de la saison
Grâce à sa 1re place de poule, en groupe B, la saison précédente, le Boucau-Stade obtient le droit de jouer au plus haut niveau de la 1re Division : le groupe A.
Dans une poule régionale, baptisée par la presse locale : « la poule de la Côte-Basque », les noirs vont disputer 5 derbys. Ils ne sortiront vainqueurs que lors de la réception de l'US Dax.
Mais les Forgerons resteront invaincus face aux autres adversaires de la poule, ce qui leur permettra de se maintenir à ce niveau en fin de saison.
Parallèlement, le Boucau-Stade disputera la finale de la coupe Nationale (perdue face au Sporting club tulliste) et sera éliminé en 8e de finale du Challenge de l'Espérance par Avignon.

## Transfert
| Joueur         | Poste  | Destination                         |
| J-M Destribats | ailier | Association sportive Mérignac rugby |

| Joueur           | Poste         | Destination                   |
| Patrick Roméo    | 2e ligne      | Aviron bayonnais              |
| Bernard Hauciart | pilier        | revient de l'Aviron bayonnais |
| Convert          | 2e ligne      | arrive du Basket              |
| Lonca            | demi de mêlée | AS Bayonne                    |
| Gobin-Foy        | 3e ligne      | revient du Biarritz olympique |
| Mujica           | 3e ligne      | US Mouguerre                  |

## La saison
En 1re Division groupe A, Le Boucau Stade se trouve dans une poule composée du RC Narbonne, Saint-Jean-de-Luz olympique rugby, US Dax, CA Bègles, Biarritz olympique, Aviron bayonnais, US Tyrosse, CS Bourgoin-Jallieu et le Valence sportif.
| Adversaires                       | Résultats Domicile | Résultats Extérieur |
| US Dax                            | Gagné 12 à 10      | Perdu 27 à 21       |
| RC Narbonne                       | Gagné 24 à 20      | Perdu 82 à 6        |
| Aviron bayonnais                  | Perdu 7 à 24       | Perdu 22 à 16       |
| CA Bègles                         | Gagné 16 à 6       | Perdu 37 à 0        |
| Saint-Jean-de-Luz olympique rugby | Perdu 3 à 10       | Perdu 29 à 9        |
| Valence sportif                   | Gagné 10 à 7       | Perdu 26 à 9        |
| CS Bourgoin-Jallieu               | Gagné 9 à 6        | Perdu 22 à 16       |
| Biarritz olympique                | Perdu 15 à 18      | Perdu 20 à 6        |
| US Tyrosse                        | match nul 20 à 20  | Perdu 15 à 12       |

Cette nouvelle saison, en groupe A de 1re Division, commence sous les meilleurs auspices : le nombre d'abonnés augmente de 40 % (par rapport à la saison précédente) pour atteindre 936 sociétaires (avec une rentrée financière de l'ordre de 170 000 francs).
Il est vrai que la saison est alléchante avec pas moins de 5 derbys (Biarritz, Bayonne, Saint-Jean-de-Luz, Tyrosse et Dax), soit 10 matchs se disputant dans un rayon de 50 km. D'ailleurs, la presse locale appela le groupe du BS : "la poule de la Côte-Basque".
La 1re journée, à Dax, voit les Noirs tutoyer les sommets puisqu'à la 66e minute, ils mènent 20 à 21 sur la pelouse du stade municipal des Dacquois.
Mais hélas, un essai encaissé dans les dernières minutes et 2 pénalités manquées, vont laisser beaucoup de regrets puisque le BS s'incline 27 à 21.
La 2e journée, voit l'armada Narbonnaise débarquer à Piquessary, avec à sa tête l'ancien Biarrot et buteur, Pariès.
Ce dernier va recevoir un accueil bruyant d'un grand nombre de supporters de Biarritz qui ont fait le déplacement juste pour le huer.
Est-ce cette « réception » qui le perturbe ? Toujours est-il qu'aussitôt entré sur le terrain, il se fait expulser pour un mauvais geste et sort sous les quolibets de la foule.
Aussi, dans cette ambiance surchauffée, les noirs, joueurs et puissants, ne laissent aucun répit à des Narbonnais dépassés et à la surprise générale, le BS, mène 24 à 6 à 30 minutes de la fin du match !!!
Narbonne, piqué dans son orgueil, va relever le défi du jeu et face à des Boucalais fatigués par tant d'efforts et d'engagement, marquer 14 points en quelques minutes pour s'incliner : 24 à 20.
Cette victoire permet au BS de se hisser à la 2e place du classement : inespéré.
La 3e journée, voit les Noirs « redescendre sur terre » et affronter la dure réalité du groupe A en enregistrant une défaite sanglante 37 à 0 à Bègles. Le BS chute à une 10e et dernière place de poule.
Pour la 4e journée, le BS reçoit le voisin bayonnais dans son Stade Piquessary devant 8 000 personnes, ce qui constitue un record d'affluence pour ce 2e derby de la saison.
Les noirs réalisent une 1re mi-temps parfaite qui leur permets de mener 7 à 6.
Dominateur devant et mettant la mêlée bayonnaise au supplice, les "forgerons" enthousiasment leurs fidèles supporters.
Mais la domination des avants du BS ne va pas suffire pour contrer l'excellente ligne de 3/4 bayonnaise où brille l'ancien centre boucalais : Christian Bélascain.
7 à 24, score sans appel et 2e défaite de suite.
La 5e journée est un nouveau derby qui voit les forgerons défier les luziens à pavillon bleu. 12 à 0 à la mi-temps et un score sans de 29 à 9 pour les locaux, ce qui plonge les Boucalais à la 10e place.
Il faut attendre la réception de Valence, pour que le BS enregistre sa 2e victoire en 6 journées (10 à 7).
Par la suite, les noirs vont accumulertrois3 défaites de suites.
Ces trois matchs auront un point commun (autre que les scores négatifs) celui de voir, à chaque fois les 2 équipes être à égalité à la mi-temps.
D'abord à Bourgoin-Jallieu (29 à 16) où les noirs réalisent une 2e mi-temps catastrophique après un score de parité (7 à 7) à la pause.
Ensuite, pour le 4e derby de la côte basque, où le BS reçoit les voisin de Biarritz.
6 à 6 à la mi-temps, mais une entame de 2e acte, là aussi, catastrophique où les Boucalais encaissent 7 points en 2 minutes (1 essai de Serge Blanco à la 44e minute et une pénalité à la 46e minute), pour un score final de 15 à 18 pour les visiteurs biarrots.
Enfin, pour le 5e derby de la saison, avec le court déplacement à Tyrosse où le BS mène rapidement 0 à 6 puis partage le score à la pause (6 à 6) et finalement s'incline 15 à 12.
La phase aller de la poule se clôture sur un triste bilan : 9 matchs pour 2 victoires et une 10e et dernière place au niveau classement.
Pour la phase retour, le BS accueille l'une de ses bêtes noires : Dax, face à qui il reste sur cinq défaites de suite.
Dans un match engagé et sur un terrain très boueux, les noirs solidaires et exemplaires, font preuve d'abnégation pour remporter leur 3e victoire de la saison 12 à 10.
Dans cette rencontre, le jeune Pierre Peytavin (16 ans) fête, ce 31 décembre 1978, sa 1re titularisation, en inscrivant l'essai de la victoire, au terme d'une action de jeu où il mystifie la défense dacquoise, par une feinte de passe qui lui ouvre le chemin de l'en-but visiteur.
Porté en triomphe, par ses coéquipiers, à la fin de la rencontre, il est le symbole d'un club qui n'hésite pas à faire confiance à ses jeunes pour essayer de trouver des solutions à ses difficultés du moment.
La 11e journée voit les Boucalais se déplacer à Narbonne face à un adversaire revanchard, qui n'a toujours pas apprécié la défaite du match aller.
Dans une ambiance délétère, le BS encaisse 16 essais pour un score final de 82 à 6. Le président Lassalle indiquera dans la presse locale qu'en "20 ans d'encadrement des différentes équipes du club, il n'avait jamais connu une telle atmosphère".
Qu'à cela ne tienne, les titularisations des jeunes Peytavin (centre) et J.-M. Dupin (ailier de moins de 20 ans) apporte un nouvel élan au BS, qui enregistre une 4e victoire (16 à 6) face à Bègles, lors de la 12e journée.
Mais surtout, cette victoire, permet de laisser la dernière place de la poule au voisin tyrossais.
La journée suivante, voit un nouveau derby Basque se profiler.
Le BS défie le voisin bayonnais à Saint-Léon.
Rapidement mené 10 à 0, les noirs s'accrochent et recollent au score juste avant la mi-temps (10 à 10).
Hélas, une décision arbitrale va faire couler beaucoup d'encre dans les journaux locaux.
Alors que le score est toujours de parité (10 à 10), l'ouvreur Henry Damestoy se voit stopper par l'arbitre alors qu'il s'en va marquer un essai entre le poteaux, qui aurait fait passer le score à 10 à 16.
À la stupéfaction générale, l'arbitre donne une pénalité au Boucau (pénalité qui sera manquée).
Pour tous les observateurs présents, c'est le tournant du match, tant personne ne voyait l'aviron bayonnais revenir dans une partie où il était malmené par une équipe boucalaise solidaire et joueuse.
Les gens du Boucau crieront au scandale (et même au vol), tant la décision arbitrale fut prise pour une injustice.
Cette défaite cruelle eut pour effet de ne pas permettre au BS de préparer au mieux le derby suivant, puisque la tension n'était pas encore retombée.
En l'absence de son fer de lance, Jean-Michel Yanci, les Boucalais sont dominés par le pack luzien dans un match acharné et engagé.
3 à 3 à la pause et 3 à 10 en faveur des visiteurs, le BS n'a toujours pas remporté le moindre derby Basque en 5 rencontres.
La journée suivante (la 15e), voit les noirs perdirent 26 à 9 à Valence. Toujours 9e, ils sont au coude à coude avec Tyrosse pour la dernière place synonyme de relégation.
Aussi, la réception de Bourgoin, à Piquessary, est crucial. La 5e victoire de la saison (9 à 6) permet au BS de distancer les tyrossais de 3 points.
Mieux, à 2 journées de la fin, il permet aux forgerons d'avoir leur destin entre leurs mains s'ils remportent un des deux derniers matchs.
Aussi, le déplacement à Biarritz relève de la plus haute importance.
Mené 6 à 0 à la pause, le BS fait mieux que se défendre.
Mais, il est dit que rien ne lui sera épargné.
Aussi, les noirs sont trahis par le manque de réussite de leur ailier et buteur : Henry Damestoy, qui manque par 6 fois la cible et laisse en route 18 points précieux pour un score final de 20 à 6 et beaucoup de regrets dans les rangs boucalais.
La dernière journée voit les 2 derniers de la poule s'affronter avec la réception de Tyrosse.
La 1re mi-temps boucalaise est catastrophique.
Paralysés par l'enjeu, les noirs sont menés 3 à 14.
Mais au terme d'une 2e mi-temps prometteuse, les noirs rattrapent leur handicap et partagent les points (20 à 20), ce qui leur permet de se maintenir une nouvelle saison en Groupe A en terminant 9e.
Cette saison éprouvante sera marquée par des tensions internes dans le groupe senior. Les entraîneurs chercheront à trouver une cohésion d'ensemble et à dégager une équipe type tout au long de ces 18 journées.
Hélas, les absences et blessures nombreuses ne leur permettront pas de trouver les solutions adéquates et espérées.
Aussi, c'est grâce à sa formation et en faisant confiance à ses jeunes que le BS réussira son pari de se maintenir, une saison de plus, au plus haut niveau.
Que ce soit J-M Dupin, Dongieux ou Pierre Peytavin (en Championnat) ou Serge Pascal, Sanglar et Jean Condom (en Coupe Nationale), ce ne sont pas moins de 6 joueurs de moins de 20 ans qui feront leur apparition en équipe 1re, cette saison-là.

## Meilleurs marqueurs de points et d'essais
| classement | Joueur                                                                                  | Points |
| 1          | Jacques Fanen                                                                           | 86     |
| 2          | Henry Damestoy                                                                          | 47     |
| 3          | Philippe Mandin                                                                         | 11     |
| 4          | Apaty, Pierre Peytavin, Michel Dacharry et Lonca                                        | 8      |
| 5          | Louis Damestoy, Mays, Jimenez, J-M Yanci, Gaye, Larrayos, Barragué et Philippe Dacharry | 4      |

| classement | Joueur                                                                                                  | Essais |
| 1          | Jacques Fanen, Apaty, Pierre Peytavin, Michel Dacharry et Lonca                                         | 2      |
| 7          | Louis Damestoy, Henry Damestoy, Mays, Jimenez, J-M Yanci, Gaye, Larrayos, Barragué et Philippe Dacharry | 1      |

## La Coupe Nationale
À la fin de la saison le BS perdra, en finale, la Coupe nationale en étant dominé par le Sporting club tulliste 18 à 9 à Marmande.
Cette coupe créée cette saison-là, opposait les clubs qui ne s'étaient pas qualifiés pour les phases finales après les poules de 10.
En 16e, le BS avait éliminé Orthez (18 à 6), en 8e Mauléon (9 à 3), 1/4 de Finale Angoulême (19 à 14) et en 1/2 Finale Thuir (10 à 8) grâce à un drop de Mandin à la 81e minute.
| poste            | joueurs                                                        |
| 1re ligne        | Gaye, Jimenez, Millox                                          |
| 2e ligne         | Yanci (cap) J.Condom                                           |
| 3e ligne         | Barragué (puis Novion), Mandin, Larrayos                       |
| demi de mêlée    | Philippe Dacharry                                              |
| demi d'ouverture | Michel Dacharry                                                |
| 3/4              | Christian Dacharry, Pierre Peytavin, J-M Dupin, Louis Damestoy |
| arrière          | Foncillas                                                      |

## Le Challenge de l'Espérance
En challenge de l'Espérance, le BS est éliminé, en 8e de finale, par Avignon 9 à 11 à St Girons.
| poste            | joueurs                                           |
| 1re ligne        | Gaye, Jimenez, Millox                             |
| 2e ligne         | Roméo, Francis Réal                               |
| 3e ligne         | Barragué, Mandin, Larrayos                        |
| demi de mêlée    | Labruquère                                        |
| demi d'ouverture | Henry Damestoy                                    |
| 3/4              | Michel Dacharry, Fanen, Louis Damestoy, J-M Dupin |
| arrière          | Foncillas                                         |
|                  |                                                   |

## Effectif
| \| Rang \| Nom \| Poste \| parcours \| \| 1 \| Henry Gaye \| Pilier \| formé au club \| \| 2 \| Serge Pascal \| Talonneur \| formé au club \| \| 3 \| Labruquère \| Demi de mêlée \| Bayonne \| \| 4 \| Jean-Jacques Millox \| Pilier \| formé au club \| \| 5 \| Christian Jimenez \| Talonneur \| formé au club \| \| 6 \| Francis Réal \| 2e ligne \| formé au club \| \| 7 \| José Tiburce \| 2e ligne \| formé au club \| \| 8 \| Jean-Michel Yanci \| Pilier, 2e ou 3e ligne centre \| formé au club \| \| 9 \| Hervé Merlaud \| 3e ligne \| formé au club puis Mérignac \| \| 10 \| Jean Condom \| 2e ligne \| formé au club \| \| 11 \| Michel Larrayos \| 3e ligne \| Bayonne \| \| 12 \| Christian Barragué \| 2e ou 3e ligne \| Bayonne \| \| 13 \| Philippe Mandin \| 3e ou 2e ligne \| formé au club \| \| 14 \| Gérard Novion \| 3e ligne aile \| formé au club \| \| 15 \| Alain Lonca \| Demi de mêlée \| A.S.Bayonne \| \| 16 \| Jean-Louis Leterre \| Ouvreur \| Villeneuve 13 \| \| 17 \| Philippe Dacharry \| Demi de mêlée ou ailier \| formé au club \| \| 18 \| Jacques Fanen \| Centre \| formé au club \| \| 19 \| Michel Dacharry \| Ailier, centre ou ouvreur \| formé au club \| \| 20 \| Lanusse \| Pilier \| \| \| 21 \| Bernard Hauciart \| Pilier \| Bayonne, BS, puis Bayonne \| \| 22 \| Patrick Roméo \| 2e ligne \| Bayonne \| \| 23 \| Michel Mays \| 3e ligne \| formé au club \| \| 24 \| Gobin-Foy \| 3e ligne \| formé au club puis Biarritz \| \| 25 \| Mujica \| 3e ligne \| Mouguerre \| \| 26 \| Jean-Jacques Escoubé \| 3e ligne \| formé au club \| \| 27 \| Dongieux \| Ouvreur \| \| \| 28 \| Bob Damestoy \| Centre ou ailier \| formé au club \| \| 29 \| Pierre Peytavin \| Centre ou ailier \| formé au club \| \| 30 \| Dupin \| Ailier ou centre \| formé au club \| \| 31 \| Henry Damestoy \| Ouvreur ou ailier \| formé au club \| \| 32 \| José Foncillas \| Arrière \| formé au club \| \| 33 \| Sanglar \| Ailier \| formé au club \| \| 34 \| Jean-Luc Apaty \| Ailier ou centre \| formé au club \| |                      |                               |                             |
| Rang | Nom                  | Poste                         | parcours                    |
| 1 | Henry Gaye           | Pilier                        | formé au club               |
| 2 | Serge Pascal         | Talonneur                     | formé au club               |
| 3 | Labruquère           | Demi de mêlée                 | Bayonne                     |
| 4 | Jean-Jacques Millox  | Pilier                        | formé au club               |
| 5 | Christian Jimenez    | Talonneur                     | formé au club               |
| 6 | Francis Réal         | 2e ligne                      | formé au club               |
| 7 | José Tiburce         | 2e ligne                      | formé au club               |
| 8 | Jean-Michel Yanci    | Pilier, 2e ou 3e ligne centre | formé au club               |
| 9 | Hervé Merlaud        | 3e ligne                      | formé au club puis Mérignac |
| 10 | Jean Condom          | 2e ligne                      | formé au club               |
| 11 | Michel Larrayos      | 3e ligne                      | Bayonne                     |
| 12 | Christian Barragué   | 2e ou 3e ligne                | Bayonne                     |
| 13 | Philippe Mandin      | 3e ou 2e ligne                | formé au club               |
| 14 | Gérard Novion        | 3e ligne aile                 | formé au club               |
| 15 | Alain Lonca          | Demi de mêlée                 | A.S.Bayonne                 |
| 16 | Jean-Louis Leterre   | Ouvreur                       | Villeneuve 13               |
| 17 | Philippe Dacharry    | Demi de mêlée ou ailier       | formé au club               |
| 18 | Jacques Fanen        | Centre                        | formé au club               |
| 19 | Michel Dacharry      | Ailier, centre ou ouvreur     | formé au club               |
| 20 | Lanusse              | Pilier                        |                             |
| 21 | Bernard Hauciart     | Pilier                        | Bayonne, BS, puis Bayonne   |
| 22 | Patrick Roméo        | 2e ligne                      | Bayonne                     |
| 23 | Michel Mays          | 3e ligne                      | formé au club               |
| 24 | Gobin-Foy            | 3e ligne                      | formé au club puis Biarritz |
| 25 | Mujica               | 3e ligne                      | Mouguerre                   |
| 26 | Jean-Jacques Escoubé | 3e ligne                      | formé au club               |
| 27 | Dongieux             | Ouvreur                       |                             |
| 28 | Bob Damestoy         | Centre ou ailier              | formé au club               |
| 29 | Pierre Peytavin      | Centre ou ailier              | formé au club               |
| 30 | Dupin                | Ailier ou centre              | formé au club               |
| 31 | Henry Damestoy       | Ouvreur ou ailier             | formé au club               |
| 32 | José Foncillas       | Arrière                       | formé au club               |
| 33 | Sanglar              | Ailier                        | formé au club               |
| 34 | Jean-Luc Apaty       | Ailier ou centre              | formé au club               |

## Les juniors
Cette saison 1978-1979, les juniors crabos sont éliminés en 16e du Championnat de France par Argelès-Gazoste (7 à 0).

## Les cadets A
Les Cadets A du BS sont éliminés en 16e du Championnat de France à Labouheyre par Marmande 6 à 3. Ils ont éliminé en 64e, Bizanos (32 à 6) et en 32e, Gujan-Mestras (20 à 4). Durant la saison, ils ont marqué 852 points et 106 essais et n'encaisseront que 26 essais.